# Sleigh Bells
Gli Sleigh Bells sono un gruppo musicale statunitense formatosi nel 2008.

## Storia
I due membri del gruppo, Derek E. Miller e Alexis Krauss, avevano diverse esperienze come musicisti quando, nel luglio 2008, decidono di unirsi in un duo a Brooklyn. Derek faceva il chitarrista in una band Hardcore punk chiamata Poison the Well, mentre Alexis ha iniziato a cantare all'età di 12 anni. 
Dopo alcune apparizioni live, nel 2009 registrano sette tracce e le inseriscono nell'EP d'esordio, chiamato proprio Sleigh Bells. Nello stesso anno Derek Miller ha collaborato con M.I.A. alle registrazioni dell'album Maya.
Nell'aprile 2010 il gruppo pubblica in free download il singolo Tell 'Em, primo estratto dall'album Treats, che viene pubblicato l'11 maggio dello stesso anno. Si è poi esibito al Primavera Sound Festival e al Pitchfork Music Festival.
Nel giugno 2011 il duo inizia a lavorare al secondo album ufficiale. Nel dicembre seguente, la band diffonde, attraverso un trailer su Vimeo la notizia che il successore di Treats si chiamerà Reign of Terror. Il 15 dicembre 2011 viene quindi pubblicato anche il primo singolo estratto, ossia Born to Lose. Il 21 febbraio 2012 vede la luce il secondo disco.
Nel settembre 2013 pubblicano il singolo Bitter Rivals, che anticipa l'uscita dell'album omonimo prevista per l'8 ottobre seguente.

## Altre apparizioni nei media
Il brano Comeback Kid è stato inserito nel sedicesimo episodio di The Secret Circle. Il brano Rill Rill è presente nell'episodio Touch of Eva della quarta stagione di Gossip Girl. La canzone Kids, inserita nell'album Treats, è stata utilizzata in una pubblicità di Koppaberg e per il promo della versione americana del telefilm Skins. Infinity Guitars è stata usata negli spot per Windows Phone. La canzone Kids è nel trailer del film Pain & Gian. Il singolo Demons è stato scelto per l'episodio numero 13, l'ultimo, della prima stagione della serie Netflix Jessica Jones.
Nel 2012 gli Sleigh Bells appaiono nel film Premium Rush, in cui suonano la canzone Crown on the Ground. La stessa canzone è presente nel film Bling Ring di Sofia Coppola e nel trailer dello stesso film.

## Formazione
- Derek E. Miller - chitarre, programmazioni
- Alexis Krauss - voce

## Discografia

### Album
- 2010 - Treats (Mom + Pop Music/N.E.E.T.)
- 2012 - Reign of Terror (Mom + Pop Music)
- 2013 - Bitter Rivals (Mom + Pop Music)
- 2016 - Jessica Rabbit (Torn Clean)
- 2021 - Texis
- 2025 - Bunky Becky Birthday Boy

### EP
- 2009 - Sleigh Bells (autoprodotto)